# The Subways
The Subways é uma banda britânica de indie rock e rock de garagem. Seu álbum de estreia Young for Eternity foi lançado em 4 de julho de 2005 na Inglaterra e em 14 de fevereiro de 2006 nos Estados Unidos.

## História
A banda começou com Billy Lunn e Josh Morgan tocando sucessos do Nirvana além de canções punk, inicialmente com o nome Mustardseed. Posteriormente mudaram o nome para Platypus (que significa ornitorrinco em inglês) e começaram a realizar pequenas turnês em pequenas cidades da Inglaterra. Como a fama da banda estava em decadência, Billy resolveu apoiar a ideia de mudar o nome da banda para The Subways. "Um dos poucos lugares onde eu conseguia me refugiar na minha antiga cidade, Welwyn Garden City, foi em um metrô que ficava perto de onde eu morava. Eu passava entre os trilhos para ir ao colégio", diz Billy. Sentindo-se mais livre dos compromissos escolares ele divulgava uma "essência livre" para a banda, no qual encontrou um escape para a sua vida futura. Foi durante esse período que desenvolveu uma relação íntima com Charlotte Cooper.
A banda gravou alguns demos e EPs em alguns dias quando tocaram na região de Londres. Com o número de canções compostas pelo The Subways, Billy foi atrás de uma gravadora para lançá-los. Atualmente, depois de algumas gravadoras, a banda possui uma estúdio próprio para lançar seus álbuns. 
O grupo tocou em 2004 no Reading and Leeds Festivals e iniciou a primeira turnê pelo Reino Unido, financiada pela própria banda. Seu primeiro álbum, Young for Eternity, foi lançado em 4 de julho de 2005 e produzido por Ian Broudie, líder do Lightning Seeds. O single de estreia "Oh Yeah" (21 de março de 2005) atingiu posição 25 nas paradas do Reino Unido na semana de lançamento.
O The Subways apareceu no sétimo episódio da terceira temporada do seriado estado-unidense The O.C. com as canções "Rock & Roll Queen" e "Oh Yeah" em um concerto fictício. O mesmo episódio apresentou a canção "I Want To Hear What You Have Got To Say", e também apareceu nos filmes RocknRolla e Duro de Matar 4.0 com a canção "Rock & Roll Queen".
A banda adiou a turnê de abril de 2006 pois Billy estava com nódulos em sua cordas vocais. No mesmo ano a banda estava abrindo concertos em turnês pela América do Norte das bandas Taking Back Sunday e Angels and Airwaves. Em agosto apresentaram-se no festival Lollapalooza.

## Membros
- Billy Lunn - vocal e guitarra
- Charlotte Cooper - baixo e vocal
- Josh Morgan - bateria

A banda possui uma formação incomum, consistindo em ex-noivos (Billy Lunn e Charlotte Cooper) e irmãos (Billy Lunn e Josh Morgan, apesar dos sobrenomes artísticos diferentes).

## Discografia

### Álbuns
- Young For Eternity (2005)
- All or Nothing (2008)
- Money and Celebrity (2011)
- The Subways (2015)

### EP
- "The Platypus EP"
- "I Lost You To The City EP"
- "Summertime EP"
- "Rock & Roll Queen EP"
- "No Heart No Soul EP"
- "Young For Eternity EP"
- "At 1am EP"
- "Milk EP"
- "Mary EP"
- "Live at Birmingham Academy EP"

### Compactos
- "No Heart, No Soul EP" (Bus Stop Records)
- "1am" (Transgressive Records)
- "Oh Yeah" (21 de março de 2005)
- "Rock and Roll Queen" (20 de junho de 2005)
- "With You" (12 de setembro de 2005)
- "No Goodbyes" (12 de dezembro de 2005)
- "Girls & Boys" (2008)
- "Alright" (2008)
- "I Won't Let You Down" (2008)
- "We Don't Need Money to Have a Good Time" (2011)
- "It's a Party!" (2012)
- "Kiss Kiss Bang Bang" (2012)
- "My Heart Is Pumping to a Brand New Beat" (2014)
- "I'm in Love and It's Burning in My Soul" (2014)
- "Taking All the Blame" (2015)